# Jean des Porcelets de Maillane
Jean des Porcelets de Maillane (1582-1624) fut évêque de Toul de 1607 à 1624.

## Biographie
Né le 27 août 1582, au village de Valhey près de Lunéville, dans une famille de vieille noblesse provençale (branche beaucairoise des Porcellet, dite de Maillane) implantée en Lorraine au XVIe siècle (Rappelons que les ducs de Lorraine et de Bar descendent du bon roi René qui fut roi de Naples, duc d'Anjou, comte de Provence, duc de Lorraine et de Bar), il est le fils de Jean des Porcelets de Maillane et d'Esther d'Apremont (dont le tombeau se trouve en l'église Saint-Martin de Pont-à-Mousson) : il appartient donc à la famille ducale par sa mère. Son père occupe de nombreuses fonctions dans les Trois-Évêchés et les duchés : il est bailli de l'évêché de Metz (1591) et maréchal de Barrois (1603), il porte le sceptre aux obsèques de Charles III et est nommé maréchal de Lorraine en 1609 par Henri II.
Il commence son éducation avec sa tante Judith d'Apremont, chanoinesse de Poussay, puis il étudie le latin et les humanités à Pont-à-Mousson. Il se rend ensuite à l'université d'Ingolstadt pour y apprendre la philosophie (il y reçoit les enseignements de Pierre Canisius) et, après un séjour d'études à Rome, il revient à Pont-à-Mousson pour s'y parfaire en droit et en théologie. Il est licencié en droit et en théologie en 1604.
Il retourne à Rome pour occuper les fonctions de camérier secret et de référendaire des papes Clément VIII, Léon XI et Paul V. Il occupe en même temps la fonction de résident à Rome du duc Charles III. À la suite de la conspiration des poudres, Paul V l'envoie en mission diplomatique auprès de Jacques Ier d'Angleterre : cette mission sera un échec. 
Il devient évêque de Toul le 26 novembre 1607. Également abbé de Saint-Mansuy de Toul, il rattacha cet établissement à la congrégation de Saint-Vanne et Saint-Hydulphe en 1610, alors qu'il venait d'être investi par Rome dans les fonctions de visiteur général des monastères bénédictins réformés en Lorraine.
Il fut également abbé de l'abbaye bénédictine de Saint-Avold dans laquelle il introduisit la réforme bénédictine partie de l'abbaye Saint-Vanne de Verdun et fonda en 1611 le village de Porcelette, auquel fut donné son nom. Le sanglier, présent sur le blason de ce village, rappelle également les armoiries de la maison des Porcellets. On voit encore dans le bas-côté droit de la nef de l’abbatiale Saint-Nabor de Saint-Avold une croix de 1624, que l’on continue d’appeler la Croix des Porcellets. Cette croix a été exécutée en sa mémoire par son successeur, l'abbé Marcel Hann de Trèves (1606-1624).
De façon plus générale, l'évêque Jean des Porcelets de Maillane participa aux côtés de Servais de Lairuelz, Didier de La Cour et Saint Pierre Fourier à la réforme de plusieurs ordres religieux dans son diocèse. Il a initié en Lorraine les réformes décidées par le concile de Trente.
Il protégea le compositeur Nicolas Signac (vers 1585-1645), qui fut à son service comme contrôleur en l'hôtel épiscopal et ès grueries de l'évêché et de l'abbaye Saint-Mansuy. Le premier livre d'airs de Signac (1618) fut d'ailleurs dédié à Antoine-Hercule de Budos, marquis de Portes, cousin de l'évêque.
Il est considéré comme le fondateur du Collège de Nancy qui ouvre ses portes en 1616.
Il mourut le 14 septembre 1624 et fut enterré dans l'église Saint-Roch des Jésuites de Nancy (à l'angle des rues Saint-Dizier et Saint-Jean). Les statues qui ornaient son tombeau, vandalisé à la Révolution, ont rejoint le Musée lorrain.
À sa mort, il lègue par testament une somme de 10.000 francs à l'ordre de Notre-Dame de Refuge, créé par Elisabeth de Ranfaing à Nancy en 1624, année de sa mort, et qui a pour mission de convertir les femmes pécheresses. Il lègue cet argent afin de permettre aux religieuses d'acheter une nouvelle maison.

## Sources
- T. de Morembert, « des Porcelets de Maillane (Jean) » dans Dictionnaire de biographie française, vol. 11, Paris, 1967 [détail des éditions] , col. 9-10.
- Un acteur de la Réforme catholique en Lorraine : Jean des Porcelets de Maillane, évêque de Toul (1608-1624), Michel Pernot, in Saint Pierre Fourier en son temps. Études réunies par René Taveneaux. Presses Universitaires de Nancy, 1992. Pages 74 à 84.  (ISBN 2-86480-604-5)
- R. Maurer et J.-C. Eckert, Saint-Avold, cité d'art?, tome 1, "Visages méconnus de Lorraine", Imprimerie Léon Louis et Cie, juin 1976 (ouvrage sans pagination, chapitre "liste des abbés de Saint-Nabor connus depuis sa fondation").